# M'Cif
M'Cif ou Mecif (em árabe: مسيف) é uma cidade e comuna localizada na província de M'Sila, Argélia. Segundo o censo de 2008, a população total da cidade era de 12 209 habitantes.